# Chenoa
Chenoa, nome artístico de Maria Laura Corradini (Mar del Plata, 25 de junho de 1975) é uma cantora argentina radicada na Espanha (Palma de Maiorca). O início da sua carreira musical foi marcado pela participação na primeira edição do concurso Operação Triunfo, onde alcançou o quarto lugar. Contudo, os seus primeiros passos como cantora foram dados no Casino de Mallorca.
De forte personalidade, gravou até ao momento quatro discos nos que combina a pop, a dance e a balada. Actualmente, ocupa-se da promoção do seu quarto disco, o terceiro em estúdio, intitulado "Nada es Igual", e no qual Chenoa nos mostra o seu lado mais pessoal, contribuindo com várias letras ao repertório do álbum, que tem um som mais pop-rock. Este disco será produzido pelo italiano Dado Parisini, produtor entre outros de Laura Pausini, Nek ou Tears for Fears.

## Discografia

### Estudio
- Chenoa (2002)
- Soy mujer (2003)
- Nada es igual (2005)
- Absurda Cenicienta (2007)
- Desafíando la Gravedad (2009)
- Otra Dirección (2013)

### Acústico
- Mis canciones favoritas (2003)

### Singles
- 2002 "Atrévete (Mystify)" - #1
- 2002 "Cuando Tu Vas" - #1
- 2002 "Yo Te Daré"
- 2003 "El Centro De Mi Amor" - #1
- 2003 "Desnuda Frente A Ti" - #5
- 2003 "En Tu Cruz Me Clavaste" - #1
- 2004 "Soy Lo Que Me Das" - #2
- 2004 "Siete Pétalos" - #2
- 2004 "Dame" - #1
- 2004 "Soy Mujer"
- 2005 "Rutinas" - #1
- 2006 "Tengo Para Ti" - #5
- 2006 "Donde Estés" - #2
- 2006 "Pinguinos En La Cama" (feat. Ricardo Arjona)
- 2007 "Todo Irá Bien" - #1
- 2008 "El Bolsillo Del Revés"